# Allopauropus sanctivincenti
Allopauropus sanctivincenti är en mångfotingart som beskrevs av Paul Auguste Remy 1962. Allopauropus sanctivincenti ingår i släktet småfåfotingar, och familjen fåfotingar. Inga underarter finns listade i Catalogue of Life.